# 清明上河図密碼
『清明上河図密碼』（せいめいじょうがずみつば、）は、2024年の中国のテレビドラマ。全26話。監督は楊帆、熊琛。主演は張頌文、白百何。日本未公開。

## 登場人物
趙不尤
演 - 張頌文
大理寺の貼書小吏
温悦
演 - 白百何
趙不尤の妻
顧震
演 - 周一囲
開封府の左軍巡使
趙離
演 - 侯岩松

万福
演 - 林家川

宋斉愈
演 - 郝富申

狄倫
演 - 李乃文

蕭逸水
演 - 海一天

池了了
演 - 姜珮瑶

章美
演 - 張天陽

費香娥
演 - 莫小奇

春熙
演 - 陸妍淇

張擇端
演 - 是安

章七娘
演 - 張馨予

## 挿入曲
- 韓紅：『盛世』
- 白百何：『唯愿』
- 陳麗君：『大夢歌』
- 孟楠、張石荻『清河画船』